# Igor Andreyevich Polyanski
Igor Andreyevich Polyanski (16 de janeiro de 1990) é um triatleta profissional russo.

## Carreira

### Rio 2016
Igor Polyanski competiu na Rio 2016, ficando em 31º lugar com o tempo de 1:49.11.